# André Van den Steen
André Van den Steen, né le 22 septembre 1956 à Wetteren et mort le 13 mars 1980 à Gand, est un coureur cycliste belge.

## Palmarès
- 1976
  - Circuit de Wallonie
  - 1re étape du Tour de RDA[1]
  - Rund um Berlin
  - Coupe Egide Schoeters
- 1977
  - Chambord-Vailly